# Berg (Berg)
Berg is een plaats in de gelijknamige gemeente Berg in het landschap Jämtland en de provincie Jämtlands län in Zweden. De plaats heeft 159 inwoners (2005) en een oppervlakte van 62 hectare. Hoewel de plaats dezelfde naam heeft als de gemeente is het niet de hoofdplaats van deze gemeente.
Het dorp ligt op een schiereiland aan het meer Storsjön. Op dit schiereiland ten noorden en westen van de plaats ligt de berg Hoverberget, waarvan de top op 548 meter boven de zeespiegel ligt.